# Assemblies of God

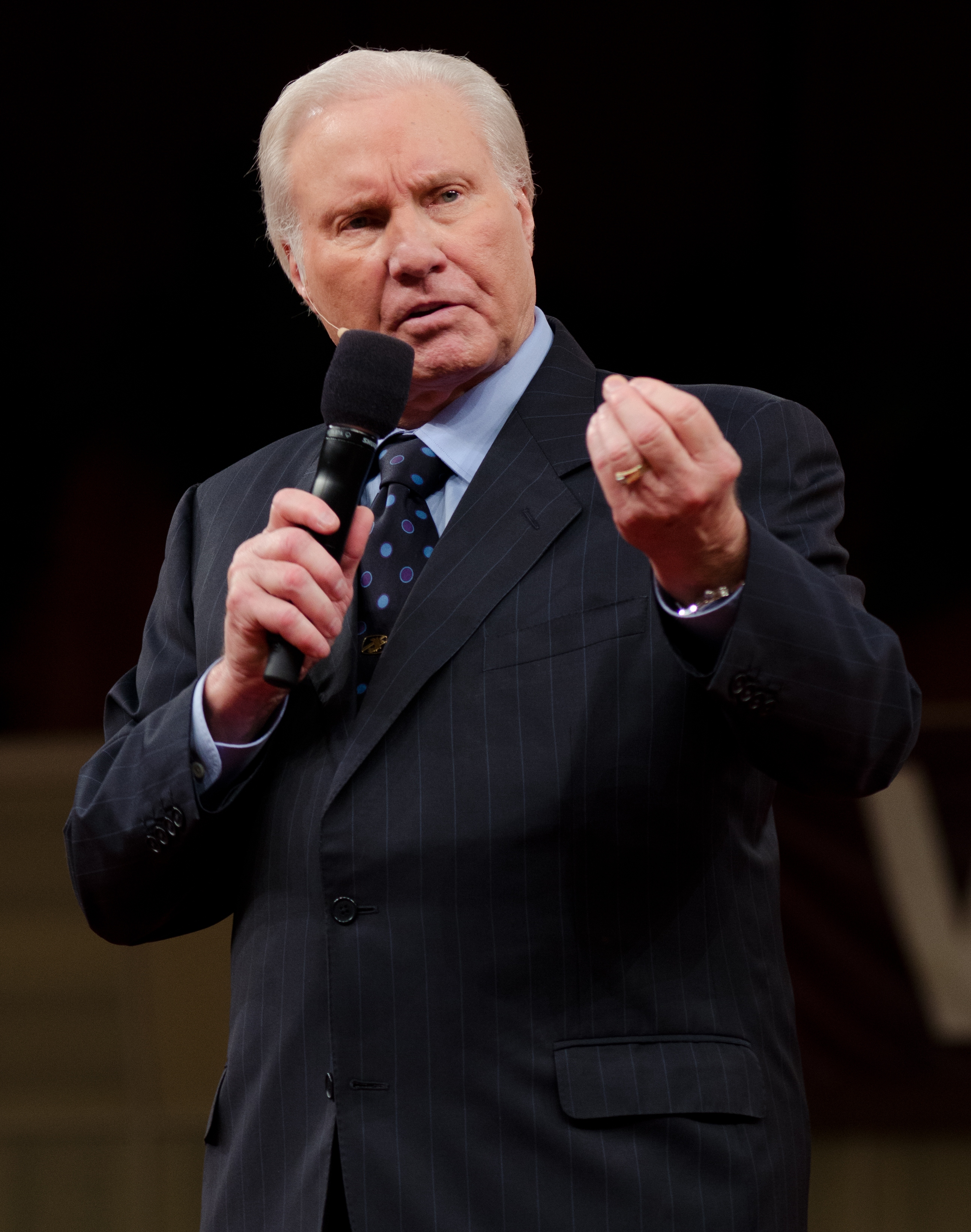
Jimmy Swaggart, tidigare pastor inom Assemblies of God

Assemblies of God (AG) är en gren av den amerikanska pingströrelsen, bildad 1914 i Hot Springs i Arkansas av ombud från Apostolic Faith Movement, fria pingstförsamlingar i Chicago och en del församlingar med bakgrund i Pentecostal Assemblies of the World. År 2005 hade det drygt 52 miljoner medlemmar och 268 022 kyrkor runt om i världen, varav 12 277 låg i USA. Om man ser till läran om dopet, Den helige ande och tron är samfundet protestantiskt.
AG-missionärer bidrog till att etablera systersamfund runt om i världen. År 1988 bjöd AG in dessa till en konferens, vid vilken föregångaren till dagens World Assemblies of God Fellowship bildades.

## Förhistoria
The Assemblies of God har sina rötter in den moderna pingstväckelsens framväxt i början av 1900-talet.
Pastor Charles Fox Parham hade 1901 börjat tala i tungor och förkunnade att detta var tecknet på att en person var andedöpt. 
En av dem som tog till sig denna undervisning var predikanten William J. Seymour som från 1906 kom att leda en mäktig väckelsekampanj på Azusa Street i Los Angeles. Därifrån spreds pingstbudskapet om andedop och tungotal ut över USA och världen.
En av dem som besökte Seymours möten i Los Angeles och blev andedöpt där var Chicagopastorn William Durham, en annan var C H Mason från trossamfundet Church of God in Christ (CGOIC). Masons nyvunna pingstförkunnelse möttes dock med skepsis av den egna samfundsledningen, han uteslöts ur CGOIC och bildade en egen rörelse med samma namn. 
År 1906 bildade Parham rörelsen Apostolic Faith Movement, som ett samarbetsorgan för de församlingar som bildats som en följd av hans verksamhet. Parham förlorade dock snart sin auktoritet sedan han samma år brutit med Seymour. 
Ledningen för Parhams rörelse övertogs istället av andra personer som snart inledde samarbete med C H Masons CGOIC, Durhams Full Gospel Mission och en rad andra pingstförsamlingar.

## Bildande och splittring
År 1914 samlades omkring 300 pingstpastorer och lekmän, från 20 amerikanska delstater och från Egypten och Sydafrika, i Hot Springs, Arkansas för att försöka samla de olika riktningarna under ett paraply. Man enades om att bilda General Council of the Assemblies of God. 
Vid den fjärde generalförsamlingen i oktober 1916, i St Louis kom det till öppen brytning mellan de som förkunnade treenighetsläran och de som bara döpte folk i Jesu namn. När de förstnämnda drog det längsta strået valde cirka en fjärdedel av pastorerna (däribland samtliga pastorer i delstaten Louisiana) att lämna samfundet för att den 2 januari 1917 i Eureka Springs, Arkansas bilda en egen gemenskap, senare känd som the United Pentecostal Church International.

## Fredsfrågan
Före 1967 motsatte sig The Assemblies of God, tillsammans med majoriteten av Pingströrelsen, kristet deltagande i krig och kallade sig själva en fredskyrka. Kyrkans officiella ställningstagande var följande: ”Vi, en kropp av kristna, emedan vi strävar efter att fullfölja alla åtaganden som lojala medborgare, tvingas ändå att förklara att vi inte kan samvetsgrant delta i krig och beväpnat motstånd som innebär det faktiska förgörandet av mänskligt liv, eftersom det är emot vår syn på den uppenbara undervisningen från Guds Ord, vilket är den fasta grunden för vår tro.” De flesta av grundarna och första generationens medlemmar av rörelsen höll sig till denna syn och den presenterades som den officiella undervisningen under både första och andra världskriget. 1940 listade The Pacifist Handbook The Assemblies of God som Amerikas tredje största fredskyrka.

## Scoutverksamhet
John Henry "Johnnie" Barnes startade år 1962 scoutverksamheten Royal Rangers som sedan dess har spritt sig till ett 70-tal länder i världen. Till Sverige kom verksamheten 1983 och finns i ett antal pingstförsamlingar, däribland Sionförsamlingen i Linköping till vilken verksamheten först kom. Varje land har sin egen variant på klädsel och i Sverige har Royal Rangers blå skjorta och gul halsduk. 